# Amadaiya Rennie
Pour les articles homonymes, voir Rennie.
Amadaiya Rennie est un footballeur libérien, né le 17 mars 1990 à Monrovia au Liberia. Il évolue comme attaquant.

## Sélection
- Liberia : 3 sélections

Amadaiya Rennie a connu ses deux premières sélections en 2008 comme remplaçant. Il est ensuite rappelé en 2010 et obtient sa première cape comme titulaire contre le Mali.

## Palmarès
Vierge